# تقاطع سمتری (فیلم)
«تقاطع سِمِتری» (انگلیسی: Cemetery Junction) فیلمی بریتانیایی به کارگردانی ریکی جرویس و استیون مرچنت است که در سال ۲۰۱۰ منتشر شد.

## بازیگران
- کریستین کوک
- فلیسیتی جونز
- تام هاگز
- امیلی واتسون
- ریکی جرویس
- متیو گود
- رالف فاینس
- جولیا دیویس